# Чарвак
Чарва́к (узб. Chorvoq, Чорвоқ) — посёлок городского типа в Бостанлыкском тумане Ташкентского вилоята Узбекистана. Возник в 1964 году, как посёлок для строителей Чарвакской ГЭС. Насыпная плотина высотой 168 метров была построена в 1970 году.
Место слияния горных рек Пскем, Кок-Су и Чаткал образовало искусственное горное озеро - Чарвакское водохранилище.

## Расположение
Чарвак расположен в 70 километрах от Ташкента (связан со столицей автобусным сообщением) и в 3 километрах от железнодорожной станции Ходжикент. Посёлок построен у впадения в реку Чирчик крупного притока Угам, находясь на правобережье по отношению к обеим рекам. Рядом, на левом берегу Чирчика, стоит посёлок Ходжикент. Средняя высота территории Чарвака — 892 метра над уровнем моря. 

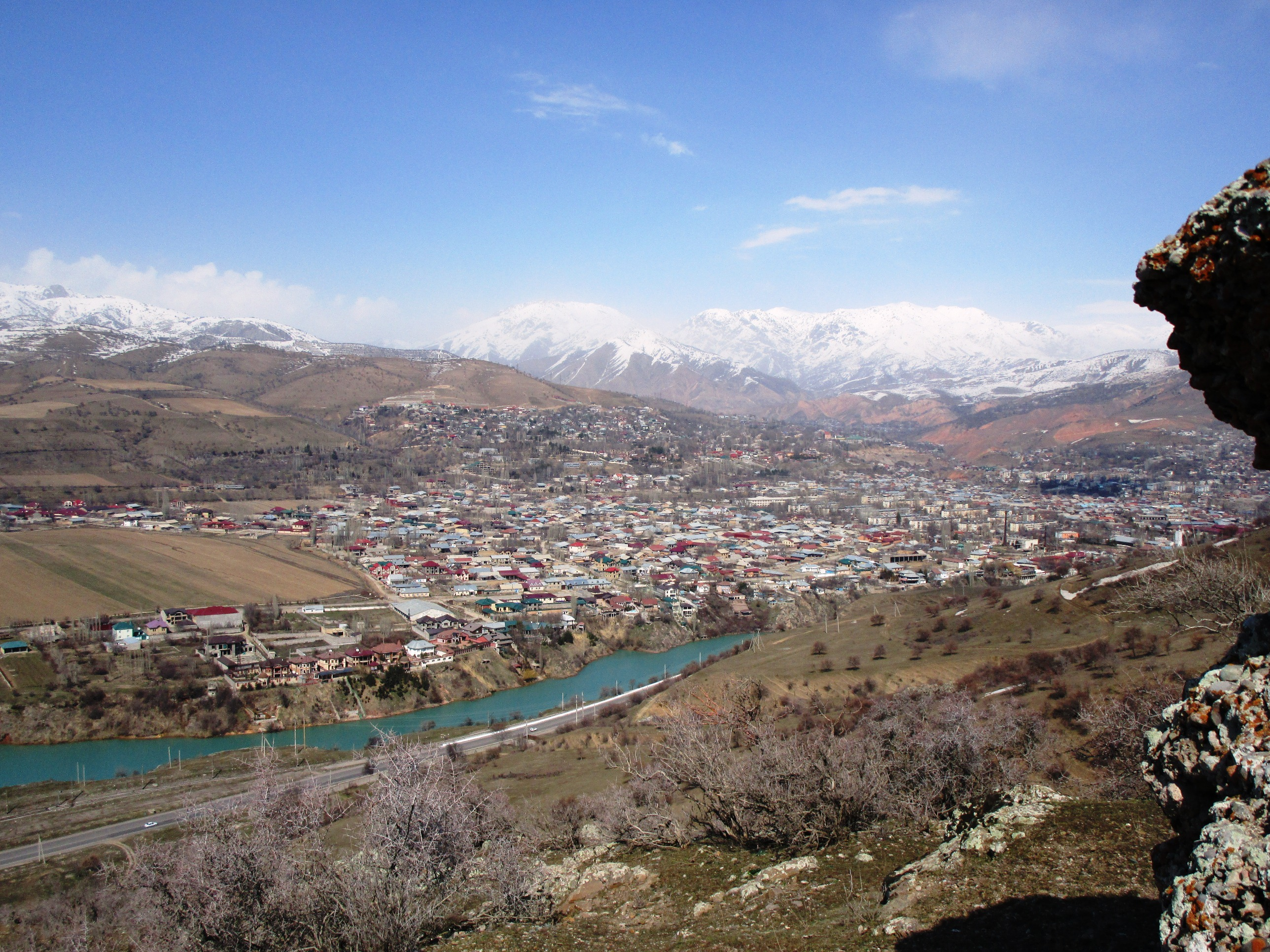
Поселок Чарвак

## Население
Численность населения — 5 500 жителей (2004). В посёлке проживают строители и энергетики, а также водители, дорожники, рабочие и служащие.

## Известные уроженцы, жители
Бексултан Бекмолдоевич Ишимов — государственный и политический деятель Кыргызской Республики, генерал-лейтенант милиции.

## Предприятия
В посёлке расположены управление строительства Чарвакской ГЭС, управление каскада Урта-Чирчикских ГЭС, управление автомобильных дорог Бостанлыкского тумана, ряд других крупных предприятий (в частности, автотранспортных).
Чарвакская фирма «Шамс» производит розлив минеральной воды «Хумсан».

## Научные учреждения
В посёлке расположен Бостанлыкский филиал горного садоводства и виноградарства Научно-исследовательского института садоводства, виноградарства и виноделия (бывшего НИИ им. академика Р. Р. Шредера).

## Социальная сфера
В посёлке Чарвак имеются 3 средние школы, 3 библиотеки (из них 2 детских), дом культуры, центральная больница. Вокруг посёлка находится множество детских лагерей, домов отдыха и санаториев.

## Свободная туристская зона
На территории Чимган-Чарвакской курортно-рекреационной зоны Ташкентской области создана уникальная для Узбекистана свободная туристская зона. 
Указ «О создании свободной туристской зоны «Чарвак» подписан Президентом Шавкатом Мирзиёевым 5 декабря.
Постановлением описаны границы территории СТЗ, общая площадь которой составляет 94,8 тысячи га, утверждена концепция развития зоны и программа развития дорожно-транспортной, инженерно-коммуникационной и производственной инфраструктур на ее территории.

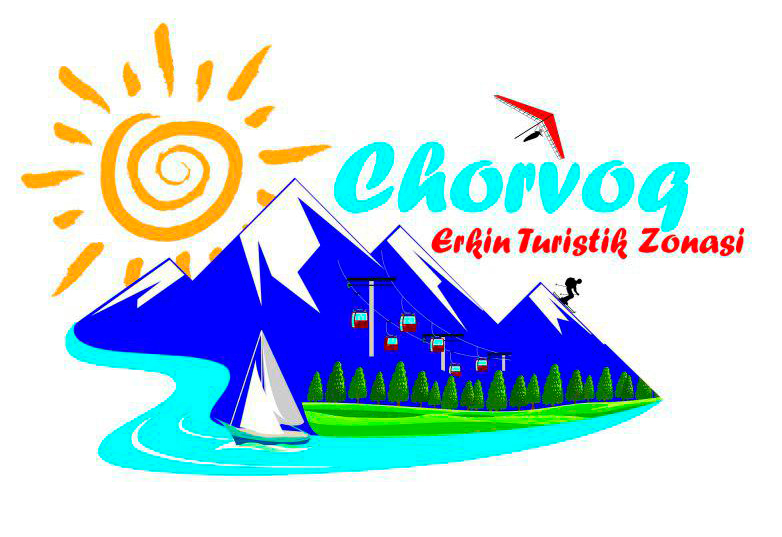
Лого свободной туристской зоны Чарвак

Благодаря реализации концепции, планируется создание в области современных объектов туристской инфраструктуры, а также функциональных и сезонных зон отдыха, которые должны стать «опорной точкой развития региона» и стимулом развития малого и частного предпринимательства.  
На территории зоны построены не только гостиницы, но и культурные, развлекательные, оздоровительные, торговые объекты и вся сопутствующая инфраструктура.
Доступ к «Чарваку» обеспечивает новый для этой зоны транспорт (поезд, электропоезд, автобус). Планируется увеличить число маршрутов пассажирского транспорта, а также использовать транспорт на альтернативных источниках энергии.
В порядке эксперимента в туристской зоне использованы современные энергосберегающие технологии с применением альтернативных и возобновляемых источников.